# Mark Craney
Mark Craney (Minneapolis, 26 agosto 1952 – Sherman Oaks, 26 novembre 2005) è stato un batterista statunitense.
È stato uno dei più incredibli batteristi moderni. Era autodidatta, aveva preso un'unica lezione di batteria e non continuò, In quanto il suo insegnante voleva che studiasse da destro visto che lo era. Però Mark voleva suonare da mancino e così fece. Amato e rispettato da gente come Vinnie Colaiuta, Terry Bozzio, David Garibaldi, Gregg Bissonette, Jeff Porcaro e tantissimi altri. Quando è deceduto (2005) Phil Collins disse: " Brother to Brother - una delle migliori perfomance di batteria (rivista "Modern Drummer"). Molti batteristi (tra cui anche quelli citati prima) negli anni hanno organizzato dei concerti per aiutarlo a raccogliere il denaro per il trapianto di un rene (durante il tour del 1986 con i Tower of Power si ammalò - iniziò con una infezione all'orecchio - fu poi costretto a dialisi). Sempre nel 2005 Vinnie Colaiuta disse: "..ha aperto la strada a tutti noi batteristi" (rivista "Modern Drummer"). Basta ascoltare il disco "Brother to Brother" (Gino Vannelli) per rendersi conto delle capacità di questo batterista molto amato non solo dagli "addetti ai lavori". La prima vera svolta importante nella sua carriera, professionalmente parlando, è stata quando incontrò un suo amico chitarrista Mike Miller (Gino Vannelli) a Los Angeles nel dicembre del 1975 che, in quel mese, stava collaborando con the Flower Brothers Band. Quindi venne a sapere che, Tom Flower, stava lavorando con il famoso violinista jazz-rock Jean Luc Ponty e proprio quest'ultimo stava cercando dei batteristi. Tentò più volte di farsi chiamare per l'audizione. Quando smise di telefonare (gennaio 1976) venne chiamato e fu immediatamente scelto. Tra il tour e il disco trascorsero nove mesi. Disse che fu molto duro "tenere il passo" con Ponty e la band. Incise il disco "Imaginary Voyage". Poi, alla fine del 1976 suonò con il chitarrista ex Deep Purple Tommy Bolin per promuovere il suo disco solista "Private eyes" (morì per droga il 04.12.1976). Ed ecco arrivare un disco che è stato e rimane una pietra miliare per moltissimi batteristi (e non solo): "Brother to Brother" . Fu il vero "trampolino di lancio" per Mark nell'olimpo dei migliori batteristi moderni al mondo. Nel maggio del 1978 Mark seppe che il batterista di Gino Vannelli (Casey Scheurell) andò a suonare proprio con Ponty. Mark allora chiamò un amico che lavorava presso la casa discografica dell'epoca di Vannelli, la A. & M. records, e mezzora dopo era già a parlare proprio con Gino Vannelli! Raccontò che quell'audizione fu come essere sotto un microscopio. È stata davanti alla madre, al padre (era anche musicista/cantante) e fratelli di Gino (i famosi Joe e Ross - musicisti e collaboratori dello stesso Gino). Le sue capacità erano innegabili: ebbe subito il posto. Disse in seguito: "fu una pressione incredibile". Incise il famoso disco e andò in tour per più di un anno. Brother to Brother, nel 1978, arrivò tra i primi dieci dischi della Billboard 100 Americana. A Vannelli gli valse anche il disco di platino e una nomination ai Grammy. Da ascoltare pezzi come: Appaloosa, Evel Eye, Wheels of life (una ballata con l'uso della doppia cassa - una cosa molto anomala non solo per l'epoca) e ovviamente "Brother to Brother" per capire la potenza, la creatività e la tecnica di Mark Craney.
È stato anche il batterista e percussionista del gruppo storico progressive dei Jethro Tull nel 1980. Ha inciso il disco "A" - ascoltare ad esempio "Uniform" oppure "Flyingdale flyer" dove, le capacità tecniche, ancora una volta (come per le musiche di Ponty e Vannelli), sono dimostrate a piene mani da questo incredibile batterista autodidatta.
È, insieme a Doane Perry (statunitense) e Florian Opahle (tedesco), uno dei membri non britannici nella storia della band.
NOTA: Mark Craney suonò anche in alcune canzoni del disco di Gino Vannelli Black Cars (1984) ad esempio nella famosa ballata Hurts to Be in Love ma, da quando cominciò ad ammalarsi nel 1986 (vedi durante il tour dei Tower of Power), lo possiamo ancora sentire (ad esempio), sempre con Gino Vannelli, nel disco Inconsolable man (1991). Si trattavano, in buona parte, di sovraincisioni come, ad esempio, di rullante e/o hi-hat in quanto, purtroppo, la sua malattia, gli provocava dei blocchi più o meno forti agli arti soprattutto alle braccia e quindi non poteva sempre suonare normalmente. Infatti, proprio all'epoca di questo disco, Mark chiese a Gino Vannelli di partecipare al relativo tour, cosa che non accadde e il posto fu di Enzo Todesco anche se, il batterista scelto, era il canadese Vito Rezza il quale cambiò idea a poche settimane dall'inizio del tour e consigliò, al posto suo, proprio Enzo. Infatti, a proposito di questa situazione, Gino Vannelli, in varie interviste, dopo la morte di Mark, disse che cercò di fargli capire che non era il caso venire a fare concerti. Aveva paura per lui e la sua salute. Fu una scelta molto difficile e sofferta per Gino Vannelli non solo per l'ammirazione e la stima verso questo musicista veramente eccezionale ma anche per un caro e vero amico.